# Baculonistria yuexiensis
Baculonistria yuexiensis är en insektsart som först beskrevs av Chen, S.C. och Yun He He 1993.  Baculonistria yuexiensis ingår i släktet Baculonistria och familjen Phasmatidae. Inga underarter finns listade.